# Сатулунг (комуна)
Сатулунг (рум. Satulung) — комуна у повіті Марамуреш в Румунії. До складу комуни входять такі села (дані про населення за 2002 рік):
- Арієшу-де-Педуре (247 осіб)
- Могошешть (756 осіб)
- Прібілешть (755 осіб)
- Сатулунг (1446 осіб) — адміністративний центр комуни
- Ферсіг (731 особа)
- Фінтеушу-Мік (894 особи)
- Хідяга (580 осіб)

Комуна розташована на відстані 404 км на північний захід від Бухареста, 15 км на південний захід від Бая-Маре, 89 км на північ від Клуж-Напоки.

## Населення
За даними перепису населення 2002 року у комуні проживали 5409 осіб.
Національний склад населення комуни:
| Національність            | Кількість осіб | Відсоток |
| ------------------------- | -------------- | -------- |
| румуни                    | 4555           | 84,2%    |
| цигани                    | 739            | 13,7%    |
| угорці                    | 110            | 2,0%     |
| українці                  | 1              | < 0,1%   |
| німці                     | 1              | < 0,1%   |
| турки                     | 1              | < 0,1%   |
| не вказали національність | 2              | < 0,1%   |

Рідною мовою назвали:
| Мова       | Кількість осіб | Відсоток |
| ---------- | -------------- | -------- |
| румунська  | 4629           | 85,6%    |
| циганська  | 680            | 12,6%    |
| угорська   | 98             | 1,8%     |
| українська | 1              | < 0,1%   |
| турецька   | 1              | < 0,1%   |

Склад населення комуни за віросповіданням:
| Релігія        | Кількість осіб | Відсоток |
| -------------- | -------------- | -------- |
| православні    | 4790           | 88,6%    |
| п'ятдесятники  | 183            | 3,4%     |
| греко-католики | 132            | 2,4%     |
| реформати      | 94             | 1,7%     |
| бретрени       | 49             | 0,9%     |
| баптисти       | 29             | 0,5%     |
| римо-католики  | 10             | 0,2%     |
| старообрядці   | 10             | 0,2%     |
| адвентисти     | 6              | 0,1%     |
| не релігійні   | 4              | 0,1%     |
| мусульмани     | 1              | < 0,1%   |